# Kloosterstraat (Geraardsbergen)
De Kloosterstraat is een helling in de stad Geraardsbergen in de Belgische provincie Oost-Vlaanderen. Deze helling, waarvan het lagere deel ook de aanloop vormt naar de Muur van Geraardsbergen, heet tegenwoordig niet meer Kloosterstraat maar Abdijstraat.

## Wielrennen

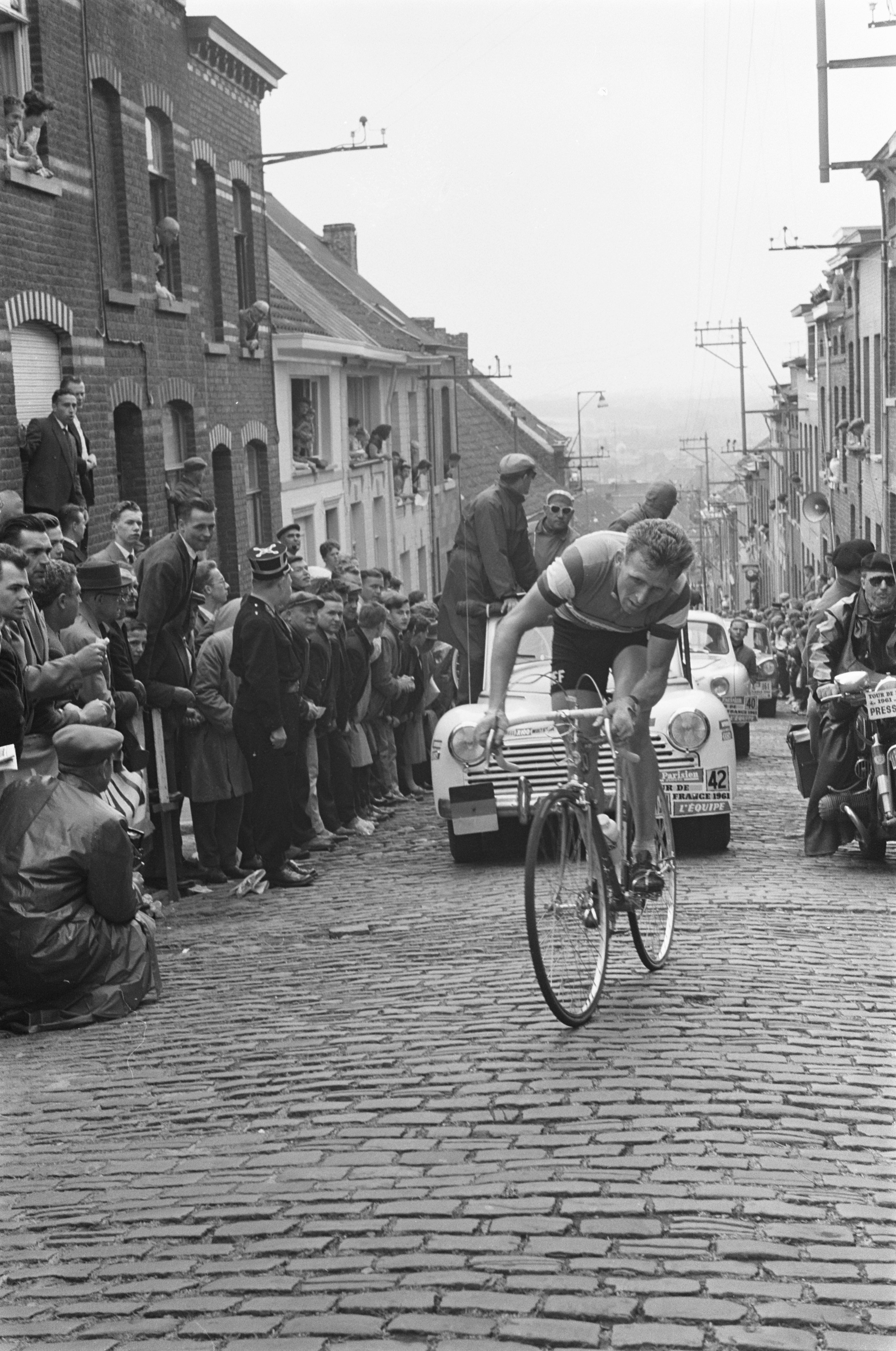
Jaap Kersten beklimt de Kloosterstraat tijdens de Ronde van Frankrijk 1961.

In het wielrennen wordt de steile Kloosterstraat vaak als helling in het parcours opgenomen. De helling is elfmaal (1953-1955, 1957-1960, 1966-1969) opgenomen geweest in de Ronde van Vlaanderen. Toentertijd was deze helling een kasseiweg, nu is het asfalt. Daarnaast is ze eenmaal opgenomen in de Omloop Het Nieuwsblad in 2013, in het wedstrijdboek aangeduid als Oude Steenweg.
De Muur van Geraardsbergen was eerder (1950-1952) opgenomen in de Ronde, maar zorgde voor chaotische taferelen (net als later de Koppenberg). Vandaar dat de organisatie de Muur links liet liggen en koos voor de Kloosterstraat. Pas in 1970 werd de Muur opnieuw opgenomen in de Ronde.
In de periode 1953-1955 was de helling de laatste klim na de Edelareberg. In de periode 1957-1960 was hij wederom de laatste, nu na de Berg ten Stene (1957 en 1958) of de Valkenberg (1959 en 1960). Na vijf jaar onderbreking is de klim in 1966 wederom de laatste, nu na de Kasteelstraat. Van 1967-1969 wordt de Kloosterstraat gesitueerd tussen de Kwaremont en de Valkenberg.